# Distretto di Laoshan
Il distretto di Laoshan (崂山区S, Láoshān QūP) è un distretto della Cina, situato nella provincia dello Shandong e amministrato dalla prefettura di Tsingtao.